# جامع زيارة تورا (شقلاوة)
جامع زيارة تورا هو من مساجد أربيل التراثية، وهو من أقدم مساجد شقلاوة، ويذكر أنه بني وأسس في عهد عمر بن الخطاب وفي رواية أخرى إن من بناه هو عبد الله بن عمر بن الخطاب، ويقع في قضاء شقلاوة في قرية كورا، ويحتوي الجامع على بئر قديمة معطلة يعود عمرها إلى تاريخ تأسيسه، ومازالت بعض جدرانه القديمة الاُثرية باقية إلى الوقت الحالي على الرغم من أعمال الصيانة المتكررة للمبنى على مر العصور، ويحتوي الحرم على مصلى فيهِ محراب بني حديثاً، ويقوم مبنى الحرم على أعمدة كونكريتية حديثة، وتعلوهُ منارة مئذنة حديثة مكونة من برج من الحديد، وتقام في المسجد صلاة الجمعة والصلوات الخمسة.